# Flagan (Glava socken, Värmland, 660547-131093)
Flagan är en sjö i Arvika kommun i Värmland och ingår i Göta älvs huvudavrinningsområde.